# Willis Bouchey
Willis Ben Bouchey (n. 24 mai 1907, Vernon⁠(d), Comitatul Shiawassee, Michigan, SUA – d. 27 septembrie 1977, Burbank, California, SUA) a fost un actor de personaj american de film și televiziune.
Bouchey este cunoscut pentru rolurile din lungmetrajele The Horse Soldiers, The Long Grey Line, Sergeant Rutledge, Two Rode Together, The Man Who Shot Liberty Valance, The Big Heat, Pickup on South Street, No Name on the Bullet, Suddenly⁠(d), From Here to Eternity, How the West Was Won⁠(d), Them!, Executive Suite și A Star is Born⁠(d).

## Cariera
În epoca radioului⁠(d), Bouchey a apărut în serialele radio Captain Midnight⁠(d), Kitty Keene, Inc.⁠(d),:190 Midstream,:229 The Story of Bud Barton:317 și Your Parlor Playhouse.:362
A apărut în cinci episoade ale serialului Dragnet⁠(d) (1951-1959) - „The Big Screen”, „The Big New Year”, „The Big Ham”, „The Big Building” și „The Big Seventeen” - fiind menționat sub numele Bill Bouchey și William Bouchey. În 1958, a apărut în episodul „Cash Robertson” al serialului western pentru copii Buckskin⁠(d). În perioada 1960-1961, apare de două ori în sitcomul Harrigan and Son⁠(d) și de patru ori în rolul lui Springer în Pete and Gladys⁠(d).
A fost actor-invitat în Dennis the Menace⁠(d) și a interpretat un judecător în 23 de episoade în serialul Perry Mason⁠(d). A fost doctorul Samuel Thorne în episodul „The Masks” din 1964 al celebrului serial de antologie Zona crepusculară.
În același an, a apărut în episodul „Kate Flat on Her Back” al sitcomului Petticoat Junction⁠(d).
De asemenea, a continuat să apară în emisiuni de televiziune precum Ironside⁠(d), The Sheriff of Cochise (1957), Have Gun Will Travel⁠(d), Crossroads⁠(d), Richard Diamond, Private Detective⁠(d), Johnny Ringo⁠(d), Stoney Burke⁠(d), Going My Way⁠(d), The Dakotas⁠(d), Hazel⁠(d), The Munsters (2 episoade), McHale's Navy (3 episoade), The Andy Griffith Show și Get Smart.
De-a lungul carierei sale, Bouchey a apărut în douăsprezece proiecte pentru regizorul John Ford și a fost unul dintre cei mai des utilizați actori din grupul John Ford Stock Company. A rostit ultima replică în filmul Omul care l-a ucis pe Liberty Valance: „Nimic nu este prea bun pentru omul care l-a ucis pe Liberty Valance”.

## Filmografie
- Elopement (1951) – Dr. Lucius Brenner (nemenționat)
- Return of the Texan (1952) – Isham Gilder (nemenționat)
- Deadline - U.S.A. (1952) – Henry (nemenționat)
- Anything Can Happen (1952) – Judge Gordon (nemenționat)
- Carbine Williams (1952) – Joseph Mitchell (nemenționat)
- Belles on Their Toes (1952) – Kendall Williams (nemenționat)
- Red Planet Mars (1952) – President
- Washington Story (1952) – Senator (nemenționat)
- Don't Bother to Knock (1952) – Joe the Bartender
- Assignment – Paris! (1952) – Biddle, an Editor
- Just for You (1952) – Hank Ross
- Million Dollar Mermaid (1952) – Director
- The I Don't Care Girl (1953) – Keith Theatre Manager (nemenționat)
- Destination Gobi (1953) – Capt. Gates (nemenționat)
- The President's Lady (1953) – Judge McNairy (nemenționat)
- Pickup on South Street (1953) – Zara
- Dangerous Crossing (1953) – Captain Peters
- Gun Belt (1953) – Endicott
- From Here to Eternity (1953) – Army Lieutenant Colonel (nemenționat)
- The Affairs of Dobie Gillis (1953) – Dr. Askit – Quiz Master (nemenționat)
- The Big Heat (1953) – Lt. Ted Wilks
- Executive Suite (1954) – Detective (nemenționat)
- The Battle of Rogue River (1954) – Major Wallach (nemenționat)
- Fireman Save My Child (1954) – Mayor
- Them! (1954) – Official at D.C. Meeting (nemenționat)
- Suddenly (1954) – Dan Carney
- A Star Is Born (1954) – McBride (nemenționat)
- Drum Beat (1954) – Gen. Gilliam
- The Bridges at Toko-Ri (1954) – Capt. Evans
- The Violent Men (1954) – Sheriff Martin Kenner
- The Long Gray Line (1955) – Maj. Thomas
- Battle Cry (1955) – Mr. Forrester
- Big House, U.S.A. (1955) – Robertson Lambert
- The Eternal Sea (1955) – Review Panel Chairman (Admiral Bill) (nemenționat)
- I Cover the Underworld (1955) – Warden Lewis J. Johnson
- The McConnell Story (1955) – Newton Bass
- The Spoilers (1955) – Jonathan Struve
- Hell on Frisco Bay (1956) – Police Lt. Paul Neville
- Forever, Darling (1956) – Mr. Oliver Clinton
- Magnificent Roughnecks (1956) – Ernie Biggers
- Johnny Concho (1956) – Sheriff Henderson
- Pillars of the Sky (1956) – Col. Edson Stedlow
- The Wings of Eagles (1957) – Barton
- The Night Runner (1957) – Loren Mayes
- Last of the Badmen (1957) – Marshall Parker
- Mister Cory (1957) – Mr. Vollard
- The Garment Jungle (1957) – Dave Bronson
- Beau James (1957) – Arthur Julian
- The Last Stagecoach West (1957) – George Bryceson
- Zero Hour! (1957) – British Army Doctor
- Darby's Rangers (1958) – Brig. Gen. Truscott
- 1958 Valea prafului de pușcă (The Sheepman), regia George Marshall – Frank Payton
- The Last Hurrah (1958) – Roger Sugrue
- No Name on the Bullet (1959) – Buck Hastings
- The Horse Soldiers (1959) – Col. Phil Secord
- It Started with a Kiss (1959) – Officer at Airport (voce, nemenționat)
- Sergeant Rutledge (1960) – Col. Otis Fosgate
- Five Guns to Tombstone (1960) – George Landon
- Two Rode Together (1961) – Mr. Harry J. Wringle
- You Have to Run Fast (1961) – Col. Maitland
- Pocketful of Miracles (1961) – Newspaper Editor
- Saintly Sinners (1962) – Police Chief Harrihan
- The Man Who Shot Liberty Valance (1962) – Jason Tully – Conductor
- Incident in an Alley (1962) – Police Capt. Tom Brady
- Panic in Year Zero! (1962) – Dr. Powell Strong
- How the West Was Won (1962) – Surgeon (nemenționat)
- Cheyenne Autumn (1964) – Colonel at Victory Cave (uncredited)
- Where Love Has Gone (1964) – Judge Murphy
- McHale's Navy Joins the Air Force (1965) – Adm. Doyle
- Follow Me, Boys! (1966) – Judge (nemenționat)
- Return of the Gunfighter (1967) – Judge Ellis
- 1968 Sprijiniți-l pe șerif! (Support Your Local Sheriff!), regia Burt Kennedy – Thomas Devery
- The Love God? (1969) – Judge Jeremiah Claypool
- Young Billy Young (1969) – Doc Cushman
- Dirty Dingus Magee (1970) – Ira Teasdale
- Support Your Local Gunfighter (1971) – McLaglen
- Shoot Out (1971) – Stationmaster (nemenționat)